# Крис Ештон
Крис Ештон (енгл. Chris Ashton; 29. март 1987) је професионални енглески рагбиста који тренутно игра за премијерлигаша Сараценс.

## Биографија
Кристофер Џон Ештон је рођен у Вигану, тежак је 92кг и висок 182цм. Ештон је професионално играо рагби 13 ( рагби лига ) за екипу Виган Вориорс, а успео је и да се избори за своје место у рагби лига репрезентацији Енглеске. 2007. Ештон прелази на другу варијанту рагбија - рагби 15 ( рагби јунион ) и потписује за бившег шампиона Европе - Нортхемптон Сеинтс. За Светце је Ештон играо 5 година и постигао 467 поена у 110 утакмица. 2012. Ештон је прешао у екипу Сараценс. За Сарацене је Ештон одиграо 74 утакмице и постигао 210 поена. Селектор енглеске рагби јунион репрезентације Мартин Џонсон приметио је Ештонове добре игре у Премијершипу па га је позвао да игра за репрезентацију. Ештон је 2010. дебитовао против Француске. За Енглеску рагби јунион репрезентацију Крис Ештон је одиграо 39 тест мечева и постигао 19 есеја. Посебно ће остати упамћен Ештонов спектакуларан есеј против Аустралије на Твикенхајму, када је претрчао преко 80 метара са лоптом, надмудрио противничку одбрану и бацио се у есеј простор. Тај Ештонов есеј против Валабиса проглашен је за најбољи есеј 2010. године. Са Сараценсима Ештон је освојио једну титулу шампиона Енглеске и играо једно финале купа европских шампиона. Са Енглеском репрезентацијом Ештон је освојио једну титулу Куп шест нација 2011. Ештон је уз француза Винсента Клерка био најбољи стрелац светског првенства у рагбију 2011. са 6 постигнутих есеја, рекордер је по броју постигнутих есеја у једној сезони купа европских шампиона - 11 есеја у једној сезони за Сарацене и постигао је чак 4 есеја у једној утакмици против Италије. Крис Ештон игра на позицији број 14 - десно крило.